# مگان کانولی (بازیکن فوتبال)
مگان کانولی (انگلیسی: Megan Connolly؛ زادهٔ ۷ مارس ۱۹۹۷) بازیکن فوتبال اهل جمهوری ایرلند است.
وی همچنین در تیم‌های ملی فوتبال Republic of Ireland women's national under-17 football team, Republic of Ireland women's national under-19 football team، و زنان جمهوری ایرلند بازی کرده‌است.